# S.O.S. - La natura si scatena
S.O.S. - La natura si scatena (Category 7: The End of the World) è una miniserie TV composta da due episodi, con protagonisti: Gina Gershon, Cameron Daddo e Shannen Doherty ed è il sequel di Catastrofe a catena.

## Trama
Dopo gli eventi di Catastrofe a catena, la supertempesta che ha colpito Chicago continua a crescere in dimensioni e forza, con dei tornado di intensità F6 che colpiscono Parigi e distruggono la Torre Eiffel. Judith Carr (Gina Gershon), il nuovo capo della FEMA lotta per coordinare gli sforzi per prepararsi alle conseguenze devastanti delle tempeste e fornire aiuti alle aree devastate. Chiama il suo ex amante del college, il dottor Ross Duffy (Cameron Daddo),e suo padre il senatore Ryan Carr (Robert Wagner) per aiutarla a cercare di determinare cosa stia causando le tempeste e come affrontare le questioni politiche.
"Tornado Tommy"(Randy Quaid), sopravvissuto alla sua apparente morte nel film precedente, torna ad aiutare a localizzare la tempesta negli Stati Uniti, assistito dalla scienziata Faith Clavell (Shannen Doherty). Tempeste simili si stanno sviluppando in tutto il paese e un'interazione tra isole di calore urbane e "pezzi di mesosfera che cadono" alimentano le tempeste rendendole più potenti. L'uragano Eduardo colpisce la Florida come uragano di quinta categoria, mentre la tempesta di categoria 6 colpisce Buffalo, New York, per poi dirigersi e spazzare via la maggior parte di New York City.
Durante questi eventi catastrofici, due fondamentalisti cristiani (James Brolin e Swoosie Kurtz) fingono l'arrivo delle piaghe d'Egitto per attirare nuovi proseliti, culminando nel rapimento dei figli primogeniti di Judith Carr e di altri funzionari di alto rango. Quando Tommy e Faith raccolgono i dati durante la tempesta e conseguentemente li inviano alla FEMA, Judith si rende conto che l'uragano Eduardo si sta dirigendo verso Washington e la tempesta di categoria 6 a New York si sta dirigendo nella stessa direzione. Quando entrambe le tempeste si scontrano con la mesosfera, si trasformano in un uragano di "categoria 7", che cancella qualsiasi cosa sul suo cammino. La forza della tempesta è così massiccia che una categoria 7 causerebbe una catastrofe globale, che potrebbe portare all'apocalisse.